# Yacouba Konaté
Pour les articles homonymes, voir Konaté.
Yacouba Konaté est né, le 4 mai 1953 à Katiola, Côte d'Ivoire.
Docteur 3e cycle et docteur d’État de l’Université de Paris 1, Panthéon-Sorbonne, il est professeur de Philosophie à l’Université Félix Houphouët-Boigny de Cocody, Abidjan.

## Biographie
Il est un membre de l’Académie des arts, des sciences et des cultures d’Afrique et des diasporas d'Abidjan et il dirige le bureau Afrique de la Fondation Jean-Paul Blanchère.
En 1998, il est professeur Fulbright à l'université Stanford, entre 2004 et 2008 il enseigne à l’École des hautes études en sciences sociales en France. En 2007, il enseigne également à l'université Laval au Canada et à l'université de Floride, à Gainesville.
En 2008, il est devenu président de l'Association internationale des critiques d'art (AICA).
Il est également un expert du développement culturel de l'Union européenne.
En 2000, il est directeur de l'Institut national des arts et cultures ainsi que directeur de cabinet des ministres de la Culture et de la Francophonie. Il est également à la tête de l'Institut national supérieur des arts et de l'action culturelle d'Abidjan.
Il a aussi été l'un des conservateurs des expositions individuelles de la 6e Biennale de Dakar (Dak'Art] (7 mai- 7 juin 2004) avec Ivo Mesquita et Hans Ulrich Obrist. En 2006, il est le directeur artistique de la Biennale de Dakar.
Depuis 2014, il est le Directeur du Marché des arts du spectacle d’Abidjan (MASA).
Et depuis 2009, il est Directeur de la Rotonde des arts contemporains dans la galerie Nour-al-Hayat, au Plateau.

## Expositions
- Prête-moi ton rêve - Abidjan [5](11-/03/2020 - 23 décembre 2020) au Musée des Cultures Contemporaines Adama TOUNGARA (MuCAT), Exposition panafricaine itinérante initiée par La Fondation pour le développement de la culture contemporaine africaine (FDCCA). Elle rassemblait  une cinquantaine d’œuvres de 28 artistes africains dont Jems Koko Bi, Ouattara Watts, Abdoulaye Konaté, William Kentridge, Chéri Samba, Barthélémy Toguo, Jane Alexander, Soly Cissé, Nnenna Okoré , Mohamed Melehi (12 novembre 1936 - 28 octobre 2020) , Fatiha Tahiri, etc.[6];
- Africa, Assume Art Position ! (12/11/2010-30/01/2011) Primo Marella Gallery , Milano, 2010. Une exposition d'un groupe d'artistes, dont : Mounir Fatmi, Cameron Platter, Soly Cissé, Barthélémy Toguo, Abdoulaye Konaté, Joël Andrianomearisoa, Peter Eastman, Nandipha Mntambo, Moridja Kitenge Banza, Stuart Bird, Athi Patra Ruga, Vitshios Mwilambwe Bondo ;
- Afrique Europe : Rêves croisés (14/11- 10/12/2007), Ateliers des Tanneurs , Brussels, Belgium. Une exposition d'un groupe d'artistes, dont : El Anatsui, Nu Barreto, Berry Bickle and Luis Basto, Frédéric Bruly Bouabré, Dilomprizulike, Moustapha Dimé, EL Loko, Tapfuma Gutsa, Annie Haloba, Jak Katarikawe, Jems Robert Koko Bi, Abdoulaye Konate, Bill Kouélany, Siriki Ky, Ndary Lô, Toyin Loye, Churchill Madikida, Joël Mpah Dooh, Francis Mampuya, Ingrid Mwangi, Robert Hutter, Serigne Niang, Babacar Niang, Samuel Olou, Freddy Tsimba, et Guy Bertrand Wouété ;
- Abidjan Exposition Internationale des Arts Visuels (Mai 2001) ;
- Exposition Willie Bester de Bruxelles (Avril 2001) ;
- Foire Internationale Africaine des Arts Plastiques (FIAAP) (2001) ;
- Afrique à jour, exposition à Lille (Septembre 2000) ;
- South Meets West, exposition à Accra et Berne (Décembre 1999 et Juin 2000) ;
- Africa Africa : Vibrant New Art from a Dynamic Continent (du 11 septembre au 24 novembre 1998) mis en place par Rajae Benchemsi, Rob Burnet, Yacouba Konaté, Toshio Shimizu, Jean-Hubert Martin, Tobu Museum of Art, Tokyo.

## Livres
- Esprit vohou-vohou, es-tu là ? Ed. Balafon, Abidjan, 2015 ;
- La biennale de Dakar. Pour une esthétique de la création contemporaine africaine, Ed. La bibliothèque d’Afrilivres, Ed. L’harmattan, Paris, 2009 ;
- Croquis de frontières, profils de passeurs. L’art contemporain en perspective, Ed. Centre d’études africaines, Bâle, 2009 ;
- Christian Lattier : Le sculpteur aux mains nues, Saint-Maur, Editions Sépia, 1993 ;
- Côte d’Ivoire : Contrastes, Editions Akwaba, Abidjan 1992 ;
- Sacrifices dans la ville. Le citadin chez le devin, Editions Douga, Abidjan, 1990. (Avec Abdou Touré) ;
- Alpha Blondy : Reggae et société en Afrique Noire, Ed. Karthala/Paris, CEDA/Abidjan 1987.

Sous presses :
- Voilà pourquoi… Contes de Bamôrô Traoré de Kong, Ed. Eburnie, Abidjan ;
- Willie Bester. Who let’s the dogs out ? ;
- Frédéric Bruly Bouabré. Je cherche mon bic égaré.

## Articles
- « L’écrivain, le président et la médaille » In L’imaginaire d’Ahmadou Kourouma. Contours et enjeux d’une esthétique, Ed. Karthala, 2010, pp. 155-171 ;
- « Magiciens de la Terre : l’étrange destin africain d’une exposition mondiale », in Trente ans du Centre Georges Pompidou, Paris, Centre Pompidou, 2007 ;
- Musées en Afrique : esthétique du désenchantement », in Revue Africultures, n° 70, Paris, 2007.
- « Africains sur le marché mondial de l’art » in Revue Esprit.- Vues d’Afrique, (Paris, Août-Sept. 2005), pp. 91-100 (in French)  ;
- « Faire ou ne pas faire nègre. Pour une critique d’art démasquée » In Histoire de 50 ans de l’Association Internationale des critiques d’Art/AICA, Ed. Aica Press, Paris, 2002. pp 65-72 ;
- « Côte d’Ivoire : Le canari d’eau de Jacques Chirac », Politique africaine n° 97, Ed Kathala, Paris, avril 2005  ;
- « Zeina, Fodé et Yanguiné. Flash sur des jeunes gens en désespérance » in Débats, Courrier d’Afrique de l’Ouest, n°6 et 7, Abidjan, Inades, juillet 2003, pp. 55-60. Détresse morale et sociale de quelques segments de la jeunesse africaine ;
- « Les enfants de la balle. De la FESCI aux mouvements des jeunes patriotes », Politique africaine, n° 89, Ed Karthala, mars 2003, pp. 49-70  ;
- « Génération Zouglou », Cahiers d’études africaines (Editions de l’Ecole des Hautes Etudes en Sciences Sociales, Paris, 2003), pp. 777-796. Conditions d’émergence d’une musique urbaine devenue musique nationale.[etudesafricaines.revues.org/pdf/166] ;
- « Le destin d’Alassane Dramane Ouattara » in Côte d’Ivoire. L’année terrible. 2000-2001, Ed Karthala, Paris, 2002, pp. 253-308 ;
- Marc Le Pape, Claudine Vidal, Côte d'Ivoire : l'année terrible, 1999-2000, KARTHALA Éditions, 2002 ;  (ISBN 2-84586-317-9)
- Faire ou ne pas faire nègre. Pour une critique d’art démasquée Dans l'ouvrage Histoire de 50 ans de l’Association Internationale des critiques d’Art/AICA , Éd. Aica Press, Paris, 2002,p. 65–72 ;
- Art contemporain africain et nouvelles identités, in Dak’art 2002 57e  Biennale d'Art Contemporain (Dakar, La biennale des arts, 2002) p. 135–138 Pourquoi certains artistes d’Afrique récusent-ils le label d’artiste africain ?
- Article intitulé Pluralité des normes de légitimité et comportements politiques », in the book of Inégalités et politiques publiques en Afrique. Pluralité des normes et jeux d’acteurs, Karthala, IRD, Paris, 2001, p. 163-180 ; (ISBN 2-84586-141-9)
- « Quand le monde s’éveillera à la danse africaine », In FAMA , Body in différence, Dance. Laudeshaupstadt, Munchen, Kulturreferat, 2000, pp.24-27 ;
- Sous la direction de Yacouba Konaté. Etat et société civile en Afrique. Actes du colloque interdisciplinaire sur Etat et société civile en Afrique. Université d'Abidjan-Cocody, du 13 au 18 juillet 1998. Revue QUEST.  Groningen. Pays-Bas, 1999 ;
- Croquis de frontières, profils de passeurs. L’art contemporain en perspective, Bâle, Éd. Centre d’études africaines , cop. 2009, 45 p, foto's. ; 24 cm  foto's ; (ISBN 3-643-80003-7), (ISBN 978-3-643-80003-9)
- « Le syndrome Hampaté Bâ ou comment naissent les proverbes » In Quest, Université de Groningen, Pays-Bas, Déc 1995.